# Oxygyrus inflatus
Oxygyrus inflatus is een slakkensoort uit de familie van de Atlantidae. De wetenschappelijke naam van de soort is voor het eerst geldig gepubliceerd in 1835 door Benson.